# 基安娜·亨特
基安娜·亨特（英語：Keana Hunter，2004年3月4日—），美国女子花样游泳运动员，2023年世界游泳锦标赛集体技巧自选银牌得主、2024年世界游泳锦标赛集体技巧自选铜牌得主、2024年夏季奥林匹克运动会集体银牌得主。